# Rungia monetaria
Rungia monetaria är en akantusväxtart som först beskrevs av R. Ben., och fick sitt nu gällande namn av B. Hansen. Rungia monetaria ingår i släktet Rungia och familjen akantusväxter. Inga underarter finns listade i Catalogue of Life.